# Mari Kawamura
Mari Kawamura (jap. 川村 真理, Kawamura Mari; * 19. Dezember 1988 in der Präfektur Fukuoka) ist eine ehemalige japanische Fußballspielerin.

## Karriere

### Verein
Sie begann ihre Karriere bei Fukuoka J. Anclas, wo sie von 2006 bis 2013 spielte. 2013 folgte dann der Wechsel zu JEF United Chiba. 2015 beendete sie Spielerkarriere.

### Nationalmannschaft
Mit der japanischen U-20-Nationalmannschaft qualifizierte sie sich für die U-20-Weltmeisterschaft der Frauen 2008.
Kawamura wurde 2013 in den Kader der japanischen Nationalmannschaft berufen und kam bei der Algarve-Cup 2013 zum Einsatz. Kawamura absolvierte ihr erstes Länderspiel für die japanischen Nationalmannschaft am 6. März gegen Norwegen. Insgesamt bestritt sie zwei Länderspiele für Japan.